# Terenotriccus erythrurus
Terenotriccus erythrurus là một loài chim trong họ Tyrannidae.